# Münchberg
Münchberg er en by i Landkreis Hof i den nordøstlige del af den bayerske regierungsbezirk Oberfranken i det sydlige Tyskland. Den er et centrum for tekstilindustri med en tekstilafdeling af Hochschule Hof. Byen er med sine 11.170 indbyggere , den største by i Landkreis Hof. ligger ved den nordlige ende af Fichtelgebirge og den østlige ende af Frankenwald.

## Geografi
Münchberg ligger 546 moh. omkring 21 kilometer sydvest for byen Hof og ca. 32 kilometer nordøst for Bayreuth. Gennem byen løber bækken Pulschnitz.

### Nabokommuner
Münchberg omgives af, og grænser til, byen Helmbrechts, kommunerne Konradsreuth, og Weißdorf, købstæderne (markt) Sparneck, Zell im Fichtelgebirge og Stammbach og i Landkreis Kulmbach Marktleugast.

### Inddeling
Kommunen består ud over hovedbyen Münchberg af 18 hovedsageligt landligt prægede landsbyer, hvoraf en del har været tidligere selvstændige kommuner, der af 3 omgange, i 1958, 1972 og 1978, er blevet lagt sammen med byen. Ahornis, Biengarten, Gottersdorf, Grund, Hildbrandsgrün, Jehsen, Laubersreuth, Markersreuth, Maxreuth, Mechlenreuth, Neutheilung, Meierhof, Mussen, Pulschnitzberg, Plösen, Poppenreuth, Sauerhof, Schlegel, Schödlas, Schotteneinzel, Schweinsbach, Solg, Straas og Unfriedsdorf.
Der ud over er der et antal bebyggelser med navnene: Neudes, Ruppes, Wäldlein, Wiesenthal, Eiben b. Münchberg, Obere Eiben, Untere Eiben, Walzbach (Holzbock), Rabenreuth, Neutheilung, Ziegenrück, Ziegelhütte, Hammermühle, Rothenmühle, Ahornis-Kuppel, Sauerhof-Kuppel, Wüstensaal, Ahornismühle, Einzeln bei Ahornis, Rußhütte og Schwarzholzwinkel.